# Parc national de Sydney Harbour
Le parc national de Sydney Harbour (en anglais : Sydney Harbour National Park) est un parc national australien situé en Nouvelle-Galles du Sud et créé en 1975.